# Etil-para-hidroxibenzoát
Az etil-para-hidroxibenzoát (E214) (más néven etilparabén) (INN: Ethylparaben) a p-hidroxibenzoesav etil-észtere.  A VIII. Magyar Gyógyszerkönyvben Ethylis parahydroxybenzoas    néven hivatalos.  
 Nátriummal alkotott sója a nátrium-etil-parahidroxibenzoát (E215).
Az élelmiszeriparban elsősorban tartósítószerként, a különböző gombák (élesztő-, és  penészgombák) elleni adalékanyagként alkalmazzák. 
Aszpirinérzékenyek esetén allergiás tüneteket is okozhatnak.